# Put (Escrivá)
Put (šp. Camino), knjiga je 999 aforizama i savjeta španjolskoga katoličkoga svećenika Josemaría Escrive, njegovo najpoznatije djelo i jedno od klasika kršćanske duhovne književnosti XX. st. Izdano je 1934. u Ceunci pod naslovom Duhovna razmatranja (šp. Consideraciones Espirituales), no od drugoga izdanja u Valencii 1939. do danas izlazi pod današnjim imenom.
Objavljen je u više od 460 izdanja, u više od 4,78 milijuna primjeraka, i preveden na 51 jezik.

## Hrvatski prijevodi
Dosadašnja izdanja na hrvatskomu jeziku:
- Aster: Lisabon, 1962., prijevod: Luka Brajnović;
- Biskupski ordinarijat: Đakovo, 1975., prijevod: Antun Jarm;
- Biskupski ordinarijat: Đakovo, 1980., prijevod: Antun Jarm;
- Verbum: Split, 1998., 2003., 2004., 2006., 2007., 2009., prijevod: Antun Jarm;
- Verbum: Split, popravljeno izdanje lisabonskoga izdanja iz 1962., prijevod: Luka Brajnović.